# Noli me tangere (Correggio)
Noli me tangere è un dipinto a olio su tela (130x103 cm) di Correggio, databile al 1523-1524 circa e conservato nel Museo del Prado di Madrid.

## Storia
Il dipinto è ricordato per la prima volta da Pietro Lamo nel testo manoscritto della Graticola di Bologna (1560 circa) in casa dei conti Ercolani e quindi elogiato da Vasari in ben due passi delle Vite del 1568 (sia nella biografia del Correggio sia nella biografia di Girolamo da Carpi). Queste antiche ed encomiastiche menzioni devono aver contribuito molto alla fama dell'opera.
A Bologna fu vista sul finire del Cinquecento dal cardinal Pietro Aldobrandini che se ne invaghì e sborsò una cifra altissima per averla. Fu quindi a Roma nella collezione Aldobrandini e da qui passò a quella di Ludovico Ludovisi come attesta, fra l'altro, una postilla alle Vite di Vasari di Lelio Guidiccioni: “al presente è dell'Illustrissimo Lodovisio nella cui camera è stato oggi con altri quattro meravigliosi attaccato in mia presenza hoggi 7 marzo 1621”. Poco più di dieci anni dopo, il principe Niccolò Ludovisi trovandosi “necessitato dalle angustie” decise di ingraziarsi il favore del re di Spagna, cedendogli i migliori pezzi della sua collezione. Insieme ad altri dipinti importanti, il Noli me tangere lasciò Roma tra la fine degli anni trenta e i primi anni quaranta non prima che ne fossero state tratte alcune copie. Una presso i Ludovisi eseguita da “Ridolfo Parenti pittore francese” nel marzo 1640 e una che apparteneva a Pietro da Cortona. Entro la fine del 1643, dopo una breve sosta nel vicereame di Napoli, il dipinto arrivò a Filippo IV a Madrid.

## Descrizione e stile
Su una strada, all'ombra di un albero, Cristo si rivela alla Maddalena, alzando un braccio che dilata la composizione lungo la diagonale. Sia nella cura con cui è reso il paesaggio, intriso di una calda luce aurorale, sia nella rappresentazione delle figure, nei loro gesti sospesi e nell'eccezionale espressività dei moti dell'animo, il dipinto si impone come l'opera che inaugura la fase matura della ricerca del Correggio, all'indomani del completamento della decorazione della Camera di San Paolo. Il panneggio dell'abito della Maddalena acquista quel valore empatico, prendendo parte attiva all'emozione suscitata dall'apparizione di Cristo, che avrà anche nella stessa figura del Compianto del Bono. Se l'opera fosse stata dipinta per gli Ercolani, l'osservazione che il motivo che decora l'abito della santa riecheggi quello della Santa Cecilia in estasi di Raffaello acquisterebbe un ulteriore significato, poiché commissionato dalla stessa famiglia.
L'importanza pittorica qui evidentemente assegnata alla Pietra di Bismantova, descritta sin nel reale sentiero che ne porta alla sommità tabulare, ricorda l'antica devozione delle genti dell'Appennino reggiano a Maria Maddalena, realizzata in alcune cappelle, e la pone come attributo ben noto del creduto passaggio di qui della santa.
Gli attrezzi del lavoro umano alla destra di Cristo formano una delle "nature morte" del Correggio (come già quella del Riposo durante la fuga in Egitto).